# 137 Meliboea
A 137 Meliboea a Naprendszer kisbolygóövében található aszteroida. Johann Palisa fedezte fel 1874. április 21-én.